# Allée couverte du Grand Argantel
L'allée couverte du Grand Argantel est une allée couverte située sur la commune de Ploufragan dans le département français des Côtes-d'Armor.

## Description
L'allée couverte ouvre au sud-ouest. Elle mesure 11,40 m de longueur pour une largeur intérieure de 1,30 m et une hauteur moyenne de 1,20 m. Elle est délimitée par dix-neuf orthostates et une dalle de chevet. L'ensemble est recouvert de huit tables de couverture. Toutes les dalles sont en dolérite.
Les restes du tumulus qui la recouvrait sont encore visibles.
Les fouilles de 1854 ont permis d'y recueillir «une lame de silex et un fragment de vase à fond plat».